# Trèfle hérissé
Trifolium hirtum
Espèce
Le Trèfle hérissé (Trifolium hirtum) est une espèce de plantes annuelles de la famille des Fabacées.